# روگوجا
روگوجا (به روسی: Ругуджа)، (آواری: Ругъжаб) دهکده‌ای است در شهرستان گونیب جمهوری داغستان روسیه و مرکز اداری سلساویت دهستان می‌باشد. این شهرستان در ۱۲ کیلومتری غرب دهکدهٔ گونیب قرار دارد. این دهکده ۱۲۳۳ متر از سطح دریا ارتفاع دارد. طبق آمار سال ۲۰۰۸ جمعیت این دهکده ۱۶۰۳ نفر است. ساکنین این دهکده را آوارها تشکیل می‌دهند.